# Monte Roraima Futebol Clube
O Monte Roraima Futebol Clube é um clube brasileiro de futebol profissional com sede na cidade de Boa Vista, em Roraima. Ele manda seus jogos no Estádio Flamarion Vasconcelos e suas cores são o verde, amarelo e o branco. Sendo fundado em 22 de março de 2023 o clube é o mais novo do estado e também o primeiro como SAF.

## História
O clube foi fundado em 22 de março de 2023 e é reconhecido como a primeira Sociedade Anônima do Futebol (SAF) de Roraima. A equipe leva o nome do Monte Roraima, ponto turístico de 2.810m de altura situado na tríplice fronteira Brasil, Venezuela e Guiana, e utiliza como cores oficiais, o verde da natureza, que representa a região amazônica, e o amarelo, do ouro e outras riquezas minerais existentes em Roraima.
A sua estreia como equipe profissional foi no Campeonato Roraimense de Futebol de 2024, tendo sua primeira partida disputada no dia 19 de março de 2024 diante do River, no qual o Monte Roraima empatou em 1 a 1, sendo Daniel Arce o autor do primeiro gol. O clube chegou a semifinal dos dois turnos, terminando a competição em terceiro lugar.
O clube possui também possui equipes sub-17 e sub-20. Em seu primeiro ano de disputa das competições estaduais das categorias de base, sagrou-se campeão em ambas as categorias..
Em 2025, o clube foi vice-campeão do Campeonato Roraimense, ao ser derrotado pelo GAS, nos pênaltis, por 4 a 3.

## Estatísticas

### Participações
|  | Participações em 2026 |

| Competição | Competição            | Temporadas | Melhor campanha     | Estreia | Última | P | R |
| Roraima    | Campeonato Roraimense | 3          | Vice-campeão (2025) | 2024    | 2026   |   |   |
| Brasil     | Copa do Brasil        | 1          | Estreia (2026)      | 2026    | 2026   |   |   |